# Хермерсберг
Хермерсберг (нем. Hermersberg) — община в Германии, в земле Рейнланд-Пфальц. 
Входит в состав района Юго-западный Пфальц. Подчиняется управлению Вальдфишбах-Бургальбен.  Население составляет 1733 человека (на 31 декабря 2010 года). Занимает площадь 13,02 км².

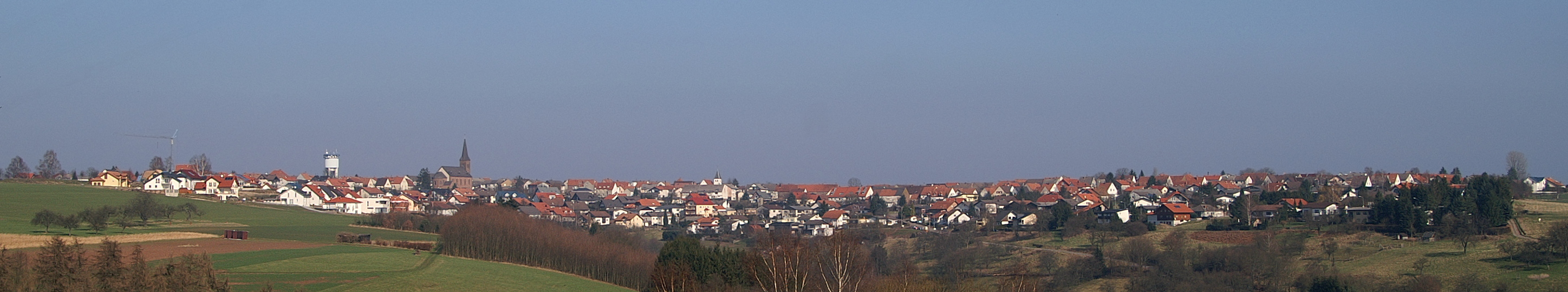
Хермерсберг